# Haralakatte, Tumkur
Haralakatte là một làng thuộc tehsil Tumkur, huyện Tumkur, bang Karnataka, Ấn Độ.